# Lou Spicer
Lewis G. "Lou" Spicer (nacido el 12 de noviembre de 1922 en Watertown, Nueva York y fallecido el 23 de junio de 1981) fue un jugador de baloncesto estadounidense que disputó una temporada en la BAA, y otra más en la liga menor NYSPL. Con 1,88 metros de estatura, jugaba en la posición de alero.

## Trayectoria deportiva

### Universidad
Jugó durante dos temporadas al baloncesto y al fútbol americano con los Orangemen de la Universidad de Syracuse, siendo el primer jugador de dicha institución en llegar a jugar en la BAA o la NBA. En su última temporada fue cocapitán junto a Billy Gabor, la primera de la historia en jugar la postemporada para los orange, promediando 4,9 puntos por partido.

### Profesional
En 1946 fichó por los Providence Steamrollers de la recién creada BAA, con los que disputó un total de cuatro partidos, en el que anotó un único punto. Tras ser despedido, jugó el resto de la temporada en los Mohawk Redskins de la New York State Basketball League.

#### Estadísticas en la BAA

##### Temporada regular
| Temporada | Edad | Equipo                  | Liga | Pos. | P | TIT | MIN | TC  | TCA | %TC  | 3P | 3PA | %3P | TL  | TLA | %TL  | R.OF. | R.DEF. | REB | ASIS | ROB | TAP | PER | FP  | PTS |
| 1946-47   | 24   | Providence Steamrollers | BAA  |      | 4 |     |     | 0.0 | 1.8 | .000 |    |     |     | 0.3 | 0.5 | .500 |       |        |     | 0.0  |     |     |     | 0.8 | 0.3 |
| Total     |      |                         | BAA  |      | 4 |     |     | 0.0 | 1.8 | .000 |    |     |     | 0.3 | 0.5 | .500 |       |        |     | 0.0  |     |     |     | 0.8 | 0.3 |